# Parapurcellia minuta
Parapurcellia minuta – gatunek kosarza z podrzędu Cyphophthalmi i rodziny Pettalidae.

## Występowanie
Gatunek endemiczny dla Republiki Południowej Afryki. Występuje w pobliżu Durbanu w prowincji KwaZulu-Natal.